# Beatport
Beatport é um site de compra de música online do gênero de música eletrônica fundado em 7 de janeiro de 2004 pela Beatport LLC sendo uma empresa privada com sede em Denver, Colorado. Seu CEO atualmente é Greg Consiglio (desde - jul de 2015)